# Vebjørn Sørum
Vebjørn Sørum (11 agosto 1998) è un biatleta norvegese.

## Biografia
Attivo dalla stagione 2016-2017, Sørum ai Mondiali juniores ha vinto la medaglia d'oro nella sprint e nell'inseguimento a Osrblie 2019 e la medaglia d'oro nella sprint e quella d'argento nell'individuale a Lenzerheide 2020; in Coppa del Mondo ha esordito il 9 marzo 2023 a Östersund in individuale (45º) e ha conquistato la prima vittoria, nonché primo podio, due giorni dopo nella medesima località in staffetta. Ai Mondiali di Lenzerheide 2025, sua prima presenza iridata, si è piazzato 4º nella sprint, 25º nell'inseguimento, 45º nell'individuale e 14º nella partenza in linea; non ha preso parte a rassegne olimpiche.

## Palmarès

### Mondiali juniores
- 4 medaglie:
  - 3 ori (sprint, inseguimento a Osrblie 2019; sprint a Lenzerheide 2020)
  - 1 argento (individuale a Lenzerheide 2020)

### Coppa del Mondo
- Miglior piazzamento in classifica generale: 9º nel 2025
- 6 podi (3 individuali, 3 a squadre):
  - 3 vittorie (1 individuale, 2 a squadre)
  - 1 secondo posto (a squadre)
  - 2 terzi posti (individuali)

#### Coppa del Mondo - vittorie
| Data             | Località    | Nazione   | Specialità                                                                      |
| ---------------- | ----------- | --------- | ------------------------------------------------------------------------------- |
| 11 marzo 2023    | Östersund   | Svezia    | RL (con Endre Strømsheim, Johannes Dale e Vetle Sjåstad Christiansen)           |
| 30 novembre 2024 | Kontiolahti | Finlandia | MX (con Karoline Offigstad Knotten, Ingrid Landmark Tandrevold e Johannes Dale) |
| 15 gennaio 2025  | Ruhpolding  | Germania  | IN                                                                              |

Legenda:

IN = individuale

RL = staffetta

MX = staffetta mista